# Ферешть (комуна)
Ферешть, Ферешті (рум. Ferești) — комуна у повіті Васлуй в Румунії. До складу комуни входить єдине село Ферешть.
Комуна розташована на відстані 288 км на північний схід від Бухареста, 16 км на північ від Васлуя, 42 км на південь від Ясс.

## Населення
У 2009 року у комуні проживали 2187 осіб.